# Albert Michelet
Adolphe Albert Émile Michelet (ur. 19 czerwca 1869 w Argenteuil, zm. 30 lipca 1928 w Saumur) – francuski żeglarz, olimpijczyk.
Na regatach rozegranych podczas Letnich Igrzysk Olimpijskich 1924 wystąpił w klasie monotyp olimpijski zajmując 9 pozycję.